# Odnolkiv, Icinea
Odnolkiv (în ucraineană Однольків) este un sat în comuna Șciurivka din raionul Icinea, regiunea Cernihiv, Ucraina.

## Demografie
Componența lingvistică a localității Odnolkiv
     Ucraineană (97,87%)
     Rusă (2,13%)
Conform recensământului din 2001, majoritatea populației localității Odnolkiv era vorbitoare de ucraineană (97,87%), existând în minoritate și vorbitori de rusă (2,13%).